# ناحیه قزل‌تپه
ناحیهٔ قزل‌تپه (به ازبکی: Qiziltepa tumani،  قیزیل‌تپه تومنی}} یک منطقهٔ مسکونی در ازبکستان است که در ولایت نوایی واقع شده‌است.